# Répondez-moi
Répondez-moi (pol. „odpowiedz mi”) – singel Gjona Muharremaja (śpiewającego pod pseudonimem Gjon’s Tears), wydany 6 marca 2020. Utwór napisali i skomponowali Xavier Michel, Alizé Oswald, Jeroen Swinnen oraz sam wokalista. Singel miał reprezentować Szwajcarię w 65. Konkursie Piosenki Eurowizji w Rotterdamie.
Singel dotarł do 42. miejsca na liście sprzedaży w Szwajcarii.

## Treść utworu
Utwór został napisany w języku francuskim. Wokalista powiedział, że treść piosenki jest dla niego osobista, stwierdzając:

Wszyscy zadają sobie pytanie, dlaczego dokładnie tu jesteśmy, skąd pochodzimy i dokąd jedziemy. Są to kluczowe pytania, szczególnie dla osób ze środowisk migracyjnych. Moi rodzice pochodzą z Albanii i Kosowa. Ja dorastałem w Szwajcarii i to jest mój dom, to są pytania, o których dużo myślę.

## Konkurs Piosenki Eurowizji
4 marca 2020 utwór został wewnętrznie wybrany przez szwajcarskiego publicznego nadawcę radiowo-telewizyjnego SRG SSR do reprezentantowania Szwajcarii w 65. Konkursie Piosenki Eurowizji w Rotterdamie. Jako singel został jednak wydany dopiero dwa dni później, 6 marca 2020. Wcześniej, 28 stycznia 2020 odbyło się specjalne losowanie nadzorowane przez Europejską Unię Nadawców, podczas którego ustalono, że Szwajcaria miała przedstawić eurowizyjny utwór w drugiej połowie drugiego półfinału konkursu, który miał odbyć się 14 maja 2020. 18 marca 2020 poinformowano o odwołaniu konkursu z powodu pandemii koronawirusa.
Singel został dwukrotnie zaprezentowany podczas drugiego koncertu w ramach projektu Eurovision Home Concerts, powstałego w miejsce 65. Konkursu Piosenki Eurowizji. Utwór wykonał sam Gjon’s Tears oraz australijska piosenkarka Montaigne jako cover eurowizyjnego przeboju, który w drodze głosowania wybrali jej internauci.

## Teledysk
4 marca 2020 teledysk do utworu został opublikowany w serwisie YouTube na kanale „Eurovision Song Contest”. Za pośrednictwem wideoklipu wokalista chciał wzbudzić emocje i pokazać ujęcia „tworzące jego własny świat wspomnień, marzeń i rzeczywistości”. Inspiracją do powstania teledysku był styl Andrieja Tarkowskiego, jednego z ulubionych reżyserów filmowych wokalisty. 
Opisując pracę nad produkcją teledysku, wokalistka stwierdził, że jego nagrywanie było „trudniejsze niż się spodziewał”, ponieważ zamierzeniem było użycie prawdziwych elementów do stworzenia deszczu, śniegu i ognia. Na potrzeby teledysku spalono osiem zasłon. Teledysk, nakręcony między innymi w bibliotece we Fryburgu, został wyreżyserowany przez Janine Piguet. Ukazuje on samego wokalistę, a także jego rodziców, brata i babcię. 

## Lista utworów
- Digital download[1]

1. „Répondez-moi” – 2:59
2. „Répondez-moi” (Karaoke Version) – 2:59

## Notowania
Singel dotarł do 42. miejsca na oficjalnej szwajcarskiej liście sprzedaży Singles Top 100 prowadzonej przez Hitparade.ch.
| Kraj       | Notowanie (2020–21) | Najwyższa pozycja |
| ---------- | ------------------- | ----------------- |
| Szwajcaria | Singles Top 100     | 42                |